# Lijst van voetbalinterlands Irak - Verenigde Arabische Emiraten
Deze lijst van voetbalinterlands is een overzicht van alle officiële voetbalwedstrijden tussen de nationale teams van Irak en de Verenigde Arabische Emiraten. De landen hebben tot op heden 30 keer tegen elkaar gespeeld. De eerste ontmoeting was een groepswedstrijd tijdens de Palestina Cup 1975, op 21 december 1975 in Tunis (Tunesië). Het laatste duel, een kwalificatiewedstrijd voor het Wereldkampioenschap voetbal 2022, werd gespeeld op 24 maart 2022 in Riyad (Saoedi-Arabië).

## Wedstrijden
| №  | Plaats    | Datum             | Competitie               | Wedstrijd                           | Uitslag |
| -- | --------- | ----------------- | ------------------------ | ----------------------------------- | ------- |
| 1  | Tunis     | 21 december 1975  | Palestina Cup 1975       | Irak − Verenigde Arabische Emiraten | 5 − 0   |
| 2  | Doha      | 6 april 1976      | Golf Cup of Nations 1976 | Irak − Verenigde Arabische Emiraten | 4 − 0   |
| 3  | Bagdad    | 3 april 1979      | Golf Cup of Nations 1979 | Irak − Verenigde Arabische Emiraten | 5 − 0   |
| 4  | Abu Dhabi | 30 maart 1982     | Golf Cup of Nations 1982 | Verenigde Arabische Emiraten − Irak | 0 − 1   |
| 5  | Muscat    | 15 maart 1984     | Golf Cup of Nations 1984 | Verenigde Arabische Emiraten − Irak | 0 − 0   |
| 6  | Dubai     | 20 september 1985 | WK 1986 kwalificatie     | Verenigde Arabische Emiraten − Irak | 2 − 3   |
| 7  | Taif      | 27 september 1985 | WK 1986 kwalificatie     | Irak − Verenigde Arabische Emiraten | 1 − 2   |
| 8  | Riffa     | 24 maart 1986     | Golf Cup of Nations 1986 | Verenigde Arabische Emiraten − Irak | 2 − 2   |
| 9  | Daegu     | 25 september 1986 | Aziatische Spelen 1986   | Irak − Verenigde Arabische Emiraten | 1 − 2   |
| 10 | Riyad     | 10 maart 1988     | Golf Cup of Nations 1988 | Verenigde Arabische Emiraten − Irak | 0 − 0   |
| 11 | Koeweit   | 3 maart 1990      | Golf Cup of Nations 1990 | Verenigde Arabische Emiraten − Irak | 2 − 2   |
| 12 | Abu Dhabi | 15 december 1996  | Azië Cup 1996            | Verenigde Arabische Emiraten − Irak | 1 − 0   |
| 13 | Abu Dhabi | 3 november 1999   | Vriendschappelijk        | Verenigde Arabische Emiraten − Irak | 2 − 2   |
| 14 | Abu Dhabi | 2 augustus 2001   | Vriendschappelijk        | Verenigde Arabische Emiraten − Irak | 2 − 2   |
| 15 | Doha      | 16 december 2004  | Golf Cup of Nations 2004 | Irak − Verenigde Arabische Emiraten | 1 − 1   |
| 16 | Abu Dhabi | 31 januari 2008   | Vriendschappelijk        | Verenigde Arabische Emiraten − Irak | 0 − 1   |
| 17 | Al Ain    | 27 december 2008  | Vriendschappelijk        | Verenigde Arabische Emiraten − Irak | 2 − 2   |
| 18 | Al Ain    | 18 november 2009  | Vriendschappelijk        | Verenigde Arabische Emiraten − Irak | 0 − 1   |
| 19 | Aden      | 23 november 2010  | Golf Cup of Nations 2010 | Irak − Verenigde Arabische Emiraten | 0 − 0   |
| 20 | Al-Rayyan | 15 januari 2011   | Azië Cup 2011            | Verenigde Arabische Emiraten − Irak | 0 − 1   |
| 21 | Riffa     | 18 januari 2013   | Golf Cup of Nations 2013 | Verenigde Arabische Emiraten − Irak | 2 − 1   |
| 22 | Riyad     | 20 november 2014  | Golf Cup of Nations 2014 | Verenigde Arabische Emiraten − Irak | 2 − 0   |
| 23 | Newcastle | 30 januari 2015   | Azië Cup 2015            | Irak − Verenigde Arabische Emiraten | 2 − 3   |
| 24 | Abu Dhabi | 15 november 2016  | WK 2018 kwalificatie     | Verenigde Arabische Emiraten − Irak | 2 − 0   |
| 25 | Amman     | 5 september 2017  | WK 2018 kwalificatie     | Irak − Verenigde Arabische Emiraten | 1 − 0   |
| 26 | Koeweit   | 2 januari 2018    | Golf Cup of Nations 2017 | Irak − Verenigde Arabische Emiraten | 0 − 0   |
| 27 | Doha      | 29 november 2019  | Golf Cup of Nations 2019 | Verenigde Arabische Emiraten − Irak | 0 − 2   |
| 28 | Dubai     | 12 januari 2021   | Vriendschappelijk        | Verenigde Arabische Emiraten − Irak | 0 − 0   |
| 29 | Dubai     | 12 oktober 2021   | WK 2022 kwalificatie     | Verenigde Arabische Emiraten − Irak | 2 − 2   |
| 30 | Riyad     | 24 maart 2022     | WK 2022 kwalificatie     | Irak − Verenigde Arabische Emiraten | 1 − 0   |

## Samenvatting
| Competitie          | Totaal gespeeld | Winst Irak | Gelijk | Winst V.A.E. | Doelsaldo Irak – V.A.E. |
| ------------------- | --------------- | ---------- | ------ | ------------ | ----------------------- |
| WK-kwalificatie     | 5               | 3          | 0      | 2            | 8 − 8                   |
| Azië Cup            | 3               | 1          | 0      | 2            | 3 − 4                   |
| Golf Cup of Nations | 13              | 4          | 7      | 2            | 18 − 9                  |
| Palestina Cup       | 1               | 1          | 0      | 0            | 5 − 0                   |
| Aziatische Spelen   | 1               | 0          | 0      | 1            | 1 − 2                   |
| Vriendschappelijk   | 6               | 2          | 4      | 0            | 8 − 6                   |
| Totaal              | 30              | 11         | 12     | 7            | 43 − 29                 |

IFA · A-internationals · Statistieken · Iraaks vrouwenelftal · Irak U21 · Irak U20 · Irak U19 · Irak U18 · Irak U17
1950 – 1969 ·
1970 – 1979 ·
1980 – 1989 ·
1990 – 1999 ·
2000 – 2009 ·
2010 – 2019 ·
2020 − 2029
Afghanistan ·
Algerije ·
Argentinië ·
Australië ·
Azerbeidzjan ·
Bahrein ·
België ·
Bolivia ·
Botswana ·
Brazilië ·
Cambodja ·
Chili ·
China ·
Colombia ·
Congo-Kinshasa ·
Cyprus ·
DDR ·
Ecuador ·
Egypte ·
Estland ·
Filipijnen ·
Finland ·
Ghana ·
Guinee ·
Hongkong ·
India ·
Indonesië ·
Iran ·
Japan ·
Jemen ·
Jordanië ·
Kazachstan ·
Kenia ·
Kirgizië ·
Koeweit ·
Libanon ·
Liberia ·
Libië ·
Macau ·
Maleisië ·
Marokko ·
Mauritanië ·
Mexico ·
Myanmar ·
Nepal ·
Nieuw-Zeeland ·
Noord-Korea ·
Oeganda ·
Oezbekistan ·
Oman ·
Pakistan ·
Palestina ·
Paraguay ·
Peru ·
Polen ·
Qatar ·
Roemenië ·
Rusland ·
Saoedi-Arabië · 
Sierra Leone · 
Singapore ·
Soedan ·
Spanje · 
Sri Lanka ·
Syrië · 
Tadzjikistan · 
Taiwan · 
Thailand · 
Trinidad en Tobago ·
Tunesië ·
Turkije ·
Turkmenistan ·
Uruguay ·
Verenigde Arabische Emiraten ·
Vietnam ·
Zambia ·
Zuid-Afrika ·
Zuid-Jemen ·
Zuid-Korea
UAEFA · A-internationals · Bondscoaches · Statistieken · Olympisch elftal · Vrouwenelftal van de Verenigde Arabische Emiraten · VA Emiraten U21 · VA Emiraten U19 · VA Emiraten U17
1972 – 1979 ·
1980 – 1989 ·
1990 – 1999 ·
2000 – 2009 ·
2010 – 2019 ·
2020 − 2029
OS 2012
Algerije ·
Andorra ·
Angola ·
Argentinië ·
Armenië ·
Australië ·
Azerbeidzjan ·
Bahrein ·
Bangladesh ·
Benin ·
Bolivia ·
Brazilië ·
Brunei ·
Bulgarije ·
Chili ·
China ·
Colombia ·
Costa Rica ·
Denemarken ·
Dominicaanse Republiek ·
Duitsland ·
Egypte ·
Estland ·
Filipijnen ·
Finland ·
Gabon ·
Gambia ·
Georgië ·
Haïti ·
Honduras ·
Hongarije ·
Hongkong ·
IJsland ·
India ·
Indonesië ·
Irak ·
Iran ·
Japan ·
Jemen ·
Joegoslavië ·
Jordanië ·
Kazachstan ·
Kenia ·
Kirgizië ·
Koeweit ·
Laos ·
Libanon ·
Libië ·
Litouwen ·
Maleisië ·
Malta ·
Marokko ·
Mauritanië ·
Moldavië ·
Myanmar ·
Nepal ·
Nieuw-Zeeland ·
Noord-Korea ·
Noorwegen ·
Oekraïne ·
Oezbekistan ·
Oman ·
Oost-Timor ·
Pakistan ·
Palestina ·
Paraguay ·
Peru ·
Polen ·
Qatar ·
Roemenië ·
Rusland ·
Saoedi-Arabië ·
Senegal ·
Singapore ·
Slovenië ·
Slowakije ·
Soedan ·
Sri Lanka ·
Syrië ·
Tadzjikistan ·
Thailand ·
Togo ·
Trinidad en Tobago ·
Tsjechië ·
Tunesië ·
Turkmenistan ·
Uruguay ·
Venezuela ·
Vietnam ·
Wit-Rusland ·
Zuid-Afrika ·
Zuid-Korea ·
Zweden ·
Zwitserland